# كينسي تانغيس
كينسي تانغيس (مواليد 20 يناير 1990) لاعب كرة قدم من فانواتو. لعب كمهاجم مع منتخب فانواتو لكرة القدم.

## وصلات خارجية
- كينسي تانغيس على موقع الاتحاد الدولي (مؤرشف)  (الإنجليزية)
- كينسي تانغيس على موقع قاعدة بيانات كرة القدم.إي يو (الإنجليزية)
- كينسي تانغيس على موقع ناشيونال فوتبول تيمز (الإنجليزية)
- كينسي تانغيس على موقع Soccerway.com (الإنجليزية)

- كينسي تانغيس على موقع الاتحاد الدولي (مؤرشف)  (الإنجليزية)
- كينسي تانغيس على موقع قاعدة بيانات كرة القدم.إي يو (الإنجليزية)
- كينسي تانغيس على موقع ناشيونال فوتبول تيمز (الإنجليزية)
- كينسي تانغيس على موقع Soccerway.com (الإنجليزية)